# Limia (race bovine)
Pour les articles homonymes, voir Limia.
La limia (es: limiana) est une race bovine espagnole.

## Origine
Elle est originaire de Galice au nord-ouest de l'Espagne. Race autochtone, elle a reçu une petite influence par croisement de la brune et de la rubia gallega. 
Après une période de décroissance démographique, le registre généalogique a été ouvert en 2000. Depuis, les effectifs ont regrimpé, passant de moins de 60 en 1994 à 860 en 2011.

## Morphologie

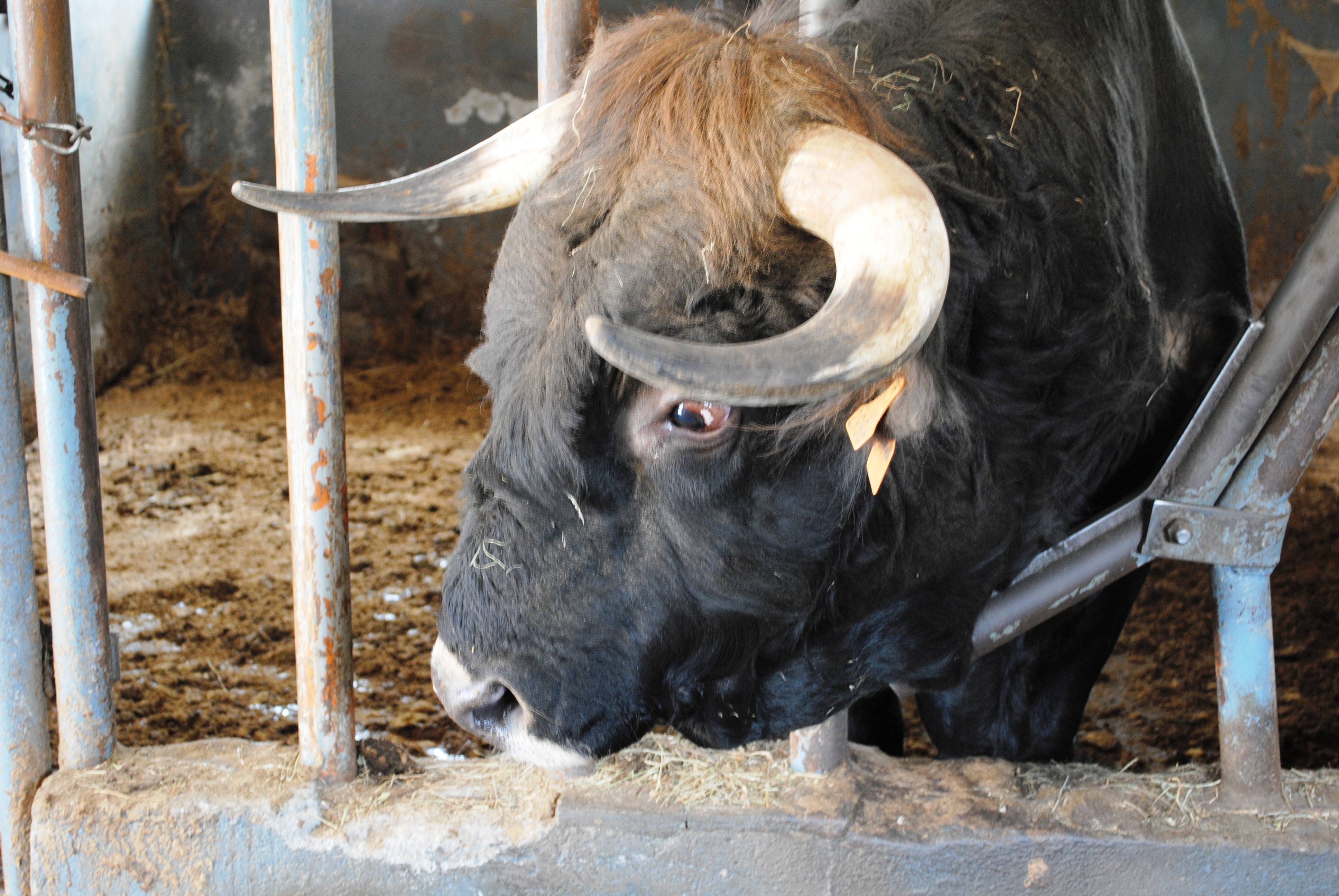
Tête d'un taureau limia.

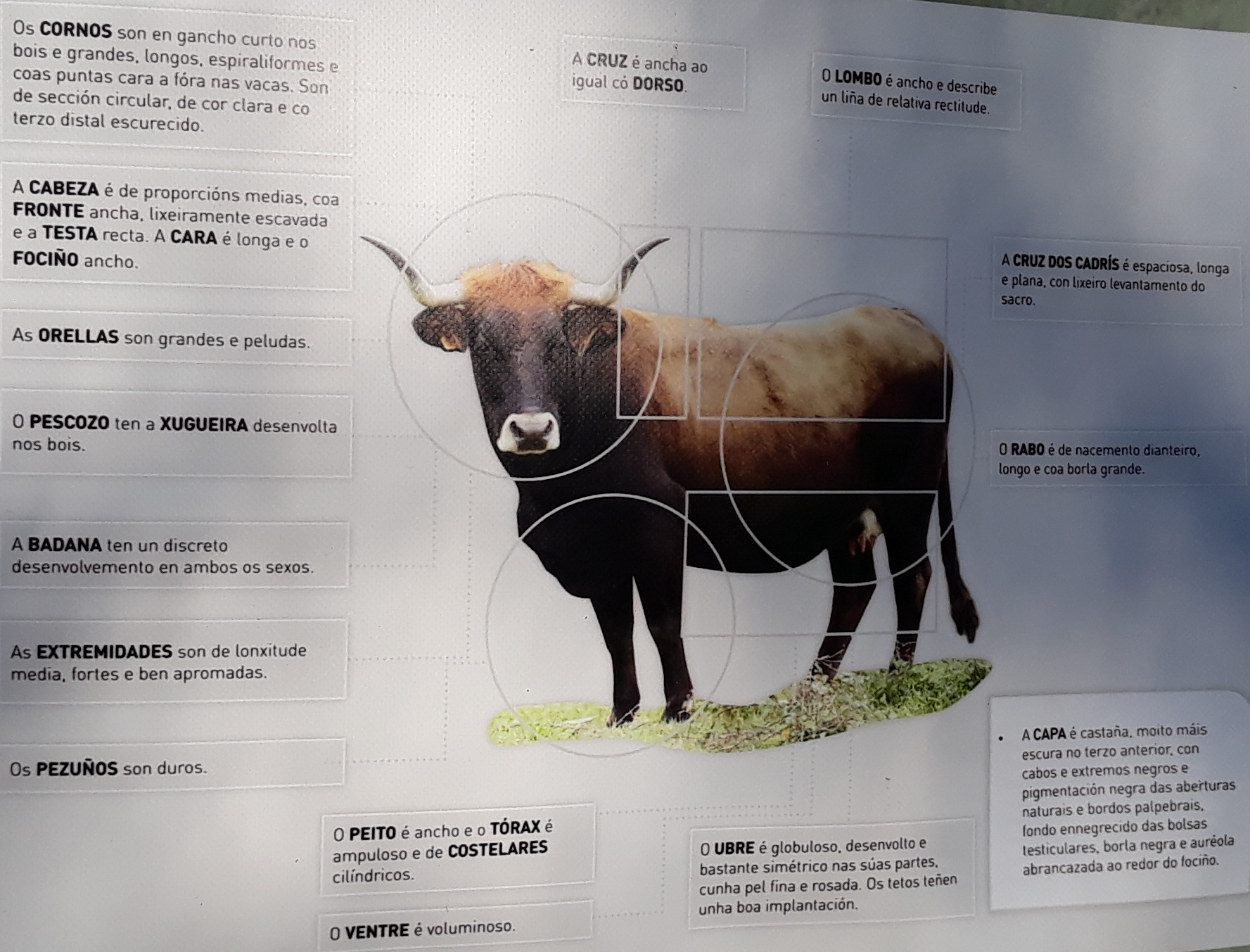
Panneau explicatif.

Elle porte une robe brune châtain nuancée, plus sombre dans la partie avant. Le mufle est noir cerclé de clair et les oreilles sont velues. Le taureau porte de courtes cornes en croissant et les vaches de longues cornes spiralées. 
C'est une race de grande taille, avec des mâles de 148 cm pour 900 kg et des femelles de 140 cm pour 650 kg.

## Aptitudes
C'est une ancienne race de travail qui exportait ses bœufs vers Madrid et le Pays basque ;  elle est aujourd'hui reconvertie en race bouchère. 